# Râul Tâncava
Râul Tâncava este un curs de apă, afluent al râului Bădeni. 